# يوسف العماني
يوسف العماني (13 أبريل 1976 -)، مغني كويتي 

## مسيرته
تعلم الموسيقى والمقامات بكل أنوعها من مقامات خليجية وعراقية ومصرية. في عام 1994 إشترك بمسابقة "فنانين الهواة" لشركة ميوزيك بوكس في الكويت وفاز بالمركز الأول. بدأ الغناء في حفلات الأفراح لكبار الشخصيات الخليجية. في عام 2000 فازت أغنيته "إنت حبي" بالمركز الأول في الإمارات. كما إشترك في مسابقة العزف علي العود في الكويت وفاز بالمركز الأول. أصدر عام 2001 ألبومه الثاني والذي حمل اسم "غالي غالي وبعدها انزل البوم انته بحري وانا اليم التي حققت نجاحات كبيره بدول الوطن العربي وبعدها انزل أغنية يعشقني من كلمات دعيج الخليفة الصباح والحانة ولا قت نجاح استمر الفنان رغم الصعوبات ان يثبت وجوده فلحن أغنية بعنوان خلاني كانت من كلماته للفنانه ميريام فارس واخرآ باللهجة العراقيه اسمها ارتاح.

## أعماله

### ألبوماته الغنائية
- 2000: خبرنا.
- 2001: غالي غالي.
- 2005: كالوما.
- 2007: العماني 2007.
- 2010: العماني 2010.